# Пєвцов Дмитро Анатолійович
Дмитро Анатолійович Пєвцов (рос. Дмитрий Анатольевич Певцов; нар. 8 липня 1963, Москва, Російська РФСР) — радянський та російський актор театру і кіно, народний артист РФ (2001). Лауреат Державної премії Росії (1996).
Занесений до Переліку осіб, які створюють загрозу нацбезпеці України, заочно засуджений українським судом на 10 років увʼязнення. Заборонено в'їзд в Україну, фігурант бази «Миротворець». Депутат від партії «Нові люди», яку експерти вважають спойлером з метою розмити опозиційний електорат. Прихильник путінського режиму. Путініст. Підтримує путінський режим та вторгнення Росії проти України.

## Життєпис
Народився 8 липня 1963 року в Москві. У дитинстві займався карате і дзюдо. Після школи працював фрезерувальником на заводі, у 1980 році вступив до ГІТІСу.
1984 року закінчив Російський університет театрального мистецтва. У 1986-1987 роках служив у Радянській армії, граючи на сцені Театру Радянської армії, після чого працював у Театрі на Таганці. Однією з його перших успішних театральних ролей стала робота у виставі «Федра» (1988) режисера Романа Віктюка (театр «А» Алли Демидової) .
Став відомим, зігравши головну роль у фільмі «На прізвисько „Звір“» (1990), але особливо популярним його зробила роль кримінального діяча на прізвисько Адвокат у серіалі «Бандитський Петербург» (2000).
У 1991 році був запрошений до трупи московського театру «Ленком», де дебютував у головній ролі у виставі «Гамлет» (постановка Гліба Панфілова). Згодом на сцені цього театру зіграв Треплєва в «Чайці» (постановка Марка Захарова), Фігаро у виставі «Божевільний день, або Одруження Фігаро», Шпигельського у виставі «Дві жінки», Чичикова у виставі «Містифікація», Петруччо у виставі «Приборкання приборкувачів» (прем'єра відбулася 14 січня 2002 року) .

## Фільмографія

### Кіно
| Рік  |    | Українська назва                       | Оригінальна назва                      | Роль                                 |
| ---- | -- | -------------------------------------- | -------------------------------------- | ------------------------------------ |
| 1986 | тф | Кінець світу з подальшим симпозіумом   | Конец света с последующим симпозиумом  | Джим                                 |
| 1989 | ф  | Мати                                   | Мать                                   | Яков Сомов                           |
| 1990 | ф  | Підземелля відьом                      | Подземелье ведьм                       | Октин Хаш                            |
| 1990 | ф  | На прізвисько «Звір»                   | По прозвищу Зверь                      | Савелій Говорков                     |
| 1992 | ф  | Аліса та Букініст                      | Алиса и Букинист                       | Букініст                             |
| 1992 | ф  | Демони                                 | Бесы                                   | Олексій Кирилов                      |
| 1992 | ф  | На тебе сподіваюсь                     | На тебя уповаю                         | Колюня                               |
| 1992 | ф  | Прогулянка по ешафоту                  | Прогулка по эшафоту                    | Він                                  |
| 1992 | ф  | Чорний квадрат                         | Чёрный квадрат                         | гість на вечірці                     |
| 1993 | ф  | Мафія безсмертна                       | Мафия бессмертна                       | Віктор Гришанін                      |
| 1996 | ф  | Лінія життя                            | Линия жизни                            | Нуралі                               |
| 1998 | ф  | Дзенбоксинг                            | Дзенбоксинг                            |                                      |
| 1998 | ф  | Контракт зі смертю                     | Контракт со смертью                    | Степанов                             |
| 1999 | ф  | Тонка штучка                           | Тонкая штучка                          | Велерій Гранін                       |
| 2001 | ф  | Династія полковника «N»                | Династия полковника «N»                | внук                                 |
| 2001 | ф  | Левова частка                          | Львиная доля                           | майор Грінін, «Кит»                  |
| 2005 | ф  | Турецький гамбіт                       | Турецкий гамбит                        | граф Зуров                           |
| 2005 | ф  | Піжмурки                               | Жмурки                                 | адвокат, Віктор Петрович Борщанський |
| 2005 | ф  | Попса                                  | Попса                                  | Дмитро Громов                        |
| 2006 | ф  | Перший швидкий                         | Первый скорый                          |                                      |
| 2006 | ф  | Віртуальний роман                      | Виртуальный роман                      | незнайомець                          |
| 2006 | ф  | Аґрус                                  | Кружовник                              | Борис                                |
| 2007 | ф  | Карнавальна ніч 2, або 50 років потому | Карнавальная ночь 2, или 50 лет спустя | командир ОМОНу                       |
| 2007 | ф  | Артистка                               | Артистка                               | Аркадій                              |
| 2007 | ф  | День виборів                           | День выборов                           | учасник квартету «стоматологів»      |
| 2007 | ф  | Сніговий ангел                         | Снежный ангел                          | Ігор                                 |
| 2007 | ф  | Зберігати вічно                        | Хранить вечно                          | Інокентій Володін                    |
| 2008 | ф  | Без вини винуваті                      | Без вины виноватые                     | Петя Миловзоров                      |
| 2008 | ф  | Золотий ключик                         | Золотой ключик                         | Герман Воронін                       |
| 2011 | ф  | Проїзний квиток                        | Проездной билет                        | Андрій Костін                        |
| 2011 | ф  | Борис Годунов                          | Борис Годунов                          | князь Іван Воротинський              |
| 2011 | ф  | Чемпіон із підворотні                  | Чемпионы из подворотни                 | Іван Воскобойніков, «Цар»            |
| 2013 | ф  | Точка вибуху                           | Точка взрыва                           | Денис Крамер                         |
| 2015 | ф  | Мужики та баби                         | Мужики и бабы                          | Андрій Бородін                       |
| 2016 | ф  | Жили були ми                           | Жили-были мы                           | Мове                                 |
| 2017 | ф  | Про кохання                            | О любви                                | Сергій Андрійович                    |

### Телебачення
| Рік       |   | Українська назва                       | Оригінальна назва                      | Роль                                     |
| --------- | - | -------------------------------------- | -------------------------------------- | ---------------------------------------- |
| 1996      | с | Королева Марго                         | Королева Марго                         | Генріх Наваррський                       |
| 1997      | с | Графиня де Монсоро                     | Графиня де Монсоро                     | Генріх Наваррський                       |
| 2000      | с | Бандитский Петербург. Фільм 2. Адвокат | Бандитский Петербург. Фильм 2. Адвокат | Сергій Челищєв, «Чорний адвокат», бандит |
| 2000—2001 | с | Зупинка на вимогу                      | Остановка по требованию                | Андрій Смірнов                           |
| 2004      | с | Родинний обмін                         | Родственный обмен                      | Ігор Мілованов                           |
| 2004      | с | Холостяки                              | Холостяки                              | Діма                                     |
| 2005      | с | Загибель імперії                       | Гибель империи                         | генерал Микола Духонін                   |
| 2006      | с | В колі першому                         | В круге первом                         | Інокентій Володін                        |
| 2009      | с | Снайпер: Зброя помсти                  | Снайпер: Оружие возмездия              | старший лейтенант/майор Яшин             |
| 2010      | с | Замах                                  | Покушение                              | генерал Сергій Данилов                   |
| 2010      | с | Земський лікар                         | Земский доктор                         | Михайло                                  |
| 2011      | с | Снайпер особливого призначення         | Снайпер особого назначения             | Павло                                    |
| 2011      | с | Достоєвський                           | Достоевский                            | Степан Яновський                         |
| 2011      | с | Ящик Пандори                           | Ящик Пандоры                           | Дмитро                                   |
| 2011      | с | Лектор                                 | Лектор                                 | Максим Максимович                        |
| 2011      | с | Мій капітан                            | Мой капитан                            | Іван Акімов                              |
| 2012      | с | Ангел в серці                          | Ангел в сердце                         | Петро                                    |
| 2013      | с | Ейнштейн. Теорія кохання               | Эйнштейн. Теория любви                 | Альберт Ейнштейн                         |
| 2014      | с | Корабель                               | Корабль                                | Віктор Громов                            |
| 2014      | с | Внутрішнє розслідування                | Внутреннее расследование               | Рустем Зайнулін                          |
| 2016      | с | 16 днів                                | 16 дней                                | Філіп Морозов                            |

## Дискографія
- 2004 — Лунная дорога[10]

## Громадянська позиція
Публічно заявив, що є «абсолютно затятим путінцем» і цілком підтримує політику Путіна всередині Росії та на міжнародній арені. Незаконно перетнув державний кордон України, відвідуючи окупований Росією Крим. Фігурант бази даних центру «Миротворець» як особа, що становить загрозу національній безпеці України і міжнародному правопорядку.
У лютому 2018 році підтримав Олексія Серебрякова, який отримав масу критики за інтерв'ю, у якому він назвав Путіна «злодієм».

## Повномасштабне вторгнення Росії до України
2022 року підтримав вторгнення Росії проти України. Протягом 2024-2025 років брав участь у зйомках російського пропагандистського серіалу «Центурія» в тимчасово окупованому Маріуполі. Кіно присвячене боротьбі окупантів проти українського партизанського руху в окупованому росіянами українському місті.

### Санкції
30 вересня 2022 року доданий до списку підсанкційних осіб США.
14 жовтня 2022 року потрапив до санкційних списків Канади.
4 липня 2022 року до санкційних списків Австралії.
12 квітня 2022 року до санкційних списків Японії.
7 вересня 2022 року до санкційних списків України.
1 лютого 2024 року СБУ повідомила про підозру за публічні заклики до насильницької зміни конституційного ладу та захоплення державної влади, посягання на територіальну цілісність і недоторканність України, а також агресивної війни (ч. 3 ст. 109, ч. 2 ст. 110, ст. 436 КК України).
20 лютого 2025 року Пєвцова заочно засудили до десяти років ув’язнення за антиукраїнську пропаганду.